# Costache Negri
Costache Negri is een Roemeense gemeente in het district Galați.
Costache Negri telt 2658 inwoners.